# Attilio Ferraris
Pour les articles homonymes, voir Ferraris.
Attilio Ferraris (dit Ferraris IV, né le 26 mars 1904 à Rome - décédé le 8 mai 1947 à Montecatini Terme) était un footballeur italien au poste de milieu de terrain ou défenseur.

## Biographie
Il fut le premier joueur de l'AS Rome à revêtir le maillot de la nazionale, en 1928. La même année, il disputa les Jeux olympiques d'Amsterdam (l'Italie obtient une médaille de bronze).
En 1934, il faisait partie de l'équipe d'Italie qui a remporté sa première coupe du monde en 1934 à domicile. Il a disputé trois matches, dont la finale, au poste de latéral droit. 
Il obtint 28 sélections au total entre 1926 et 1935.
Ce romain dédié défendit les couleurs de l'AS Roma et de la Lazio Rome.

## Clubs
- 1925-1927  Fortitudo Roma
- 1927-1934  AS Roma
- 1934-1937  Lazio Rome
- 1936-1938  AS Bari
- 1938-1939  AS Rome
- 1939-1940  Calcio Catania